# Paradosso dei corvi
Il paradosso dei corvi (anche detto paradosso dei corvi neri, paradosso di Hempel o i corvi di Hempel) è un paradosso logico sviluppato negli anni '40 da Carl Gustav Hempel per dimostrare i limiti del procedimento logico induttivo.

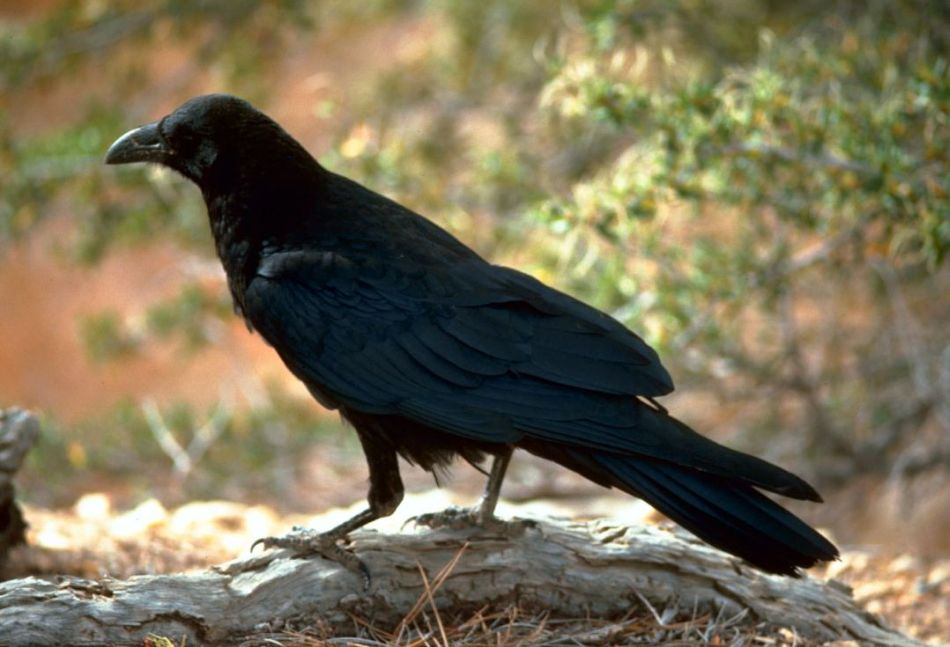
Un corvo nero

Osservando come per il principio induttivo l'acquisizione di un nuovo riscontro empirico di una teoria renda più probabile che questa teoria sia vera, cioè la teoria della confermabilità, Hempel prese ad esempio la teoria che tutti i corvi siano neri per trarne conclusioni di paradosso.
Esaminando a uno a uno un milione di corvi, notiamo infallibilmente e invariabilmente che essi sono tutti neri. Dopo ogni osservazione, perciò, la teoria che tutti i corvi siano neri diviene ai nostri occhi sempre più probabilmente vera, coerentemente col principio induttivo. Pare ogni volta sempre più corretto registrare l'assunto come probabilmente vero: tutti i corvi sono neri.
Ma l'assunto "i corvi sono tutti neri" è logicamente equivalente all'assunto "tutte le cose che non sono nere, non sono corvi". In base al principio induttivo, d'altra parte, questo secondo enunciato diventerebbe più probabilmente vero in seguito all'osservazione di una mela rossa: osserveremmo, infatti, una cosa non nera che non è un corvo. Perciò, l'osservazione di una mela rossa renderebbe più probabilmente vero anche l'assunto che "tutti i corvi sono neri".
Una delle soluzioni più famose fra quelle proposte consiste nell'accettare che l'osservazione di una mela rossa costituisce una prova che tutti i corvi sono neri, ma aggiungendo che l'effettiva conferma che questa prova fornisce è molto piccola, vista la grande differenza fra il numero di corvi e il numero di oggetti non neri. Secondo questa risoluzione, la conclusione appare paradossale perché viene intuitivamente stimato in zero il valore della prova nell'osservare una mela rossa, mentre in realtà è molto piccolo.
Questa argomentazione è stata presentata da I. J. Good nel 1960 ed è probabilmente la più conosciuta, anche se alcune varianti erano state presentate nel 1958 e forme precedenti dell'argomentazione risalgono al 1940.
Occorre notare però come il trovare un'ipotetica mela nera NON falsifichi l'ipotesi "tutti i corvi sono neri", e lo stesso trovando qualsiasi "non-corvo" di qualsiasi colore. In quanto tale il cercare "non-corvi" non fornirà mai informazioni per validare o falsificare la tesi che "tutti i corvi siano neri". Trovare una mela rossa quindi NON confermerà la teoria che tutti i corvi siano neri, nemmeno in minima parte.